# BBC Online
.BBC Online (localizado na URL por bbc.co.uk) é o site principal da BBC no Reino Unido. Tem um resumo de notícias, esportes e entretenimento, dirigido pela BBC. Em 31 de março de 2009 ocupava a posição 57 no Alexa. A página oficial do site é esta.